# كاي روز
كاي روز (بالإنجليزية: Kay Rose)‏ هي محررة الصوت أمريكية، ولدت في 12 فبراير 1922 في نيويورك في الولايات المتحدة، وتوفيت في 11 ديسمبر 2002 بسبب خلل العضو.

## وصلات خارجية
- كاي روز على موقع IMDb (الإنجليزية)
- كاي روز على موقع قاعدة بيانات الفيلم (الإنجليزية)